# Pradelles (Haute-Loire)
Pour les articles homonymes, voir Pradelles.
Pradelles est une commune française située dans le département de la Haute-Loire, en région Auvergne-Rhône-Alpes. Elle est classée parmi les plus beaux villages de France.

## Géographie

### Localisation
La commune de Pradelles se trouve dans le département de la Haute-Loire, en région Auvergne-Rhône-Alpes. Pradelles est la commune la plus méridionale du département de la Haute-Loire. Elle est limitrophe de l'Ardèche et de la Lozère.
Elle se situe à 35 km par la route du Puy-en-Velay, préfecture du département, et à 30 km de Cussac-sur-Loire, bureau centralisateur du canton du Velay volcanique dont dépend la commune depuis 2015 pour les élections départementales.
Pradelles se situe également à égale distance des villes de Mende et d'Aubenas dans les départements limitrophes.
L'agglomération importante la plus proche demeure Saint-Étienne (110 km de route).
Les communes les plus proches sont : Saint-Étienne-du-Vigan (3,9 km), Saint-Paul-de-Tartas (4,3 km), Lespéron (4,5 km), Langogne (5,2 km), Naussac (5,8 km), Lavillatte (6,2 km), Saint-Alban-en-Montagne (7,5 km), Barges (7,5 km).
Pradelles fait partie de la Communauté de communes des Pays de Cayres et de Pradelles.
| Saint-Étienne-du-Vigan    |           | Saint-Paul-de-Tartas |
| Naussac-Fontanes (Lozère) | Pradelles |                      |
| Langogne (Lozère)         |           | Lespéron (Ardèche)   |

### Géologie et relief
La commune est située entre les gorges de la Loire et de l'Allier, à l'extrémité méridionale de la chaîne volcanique du Devès.
Le pays de Pradelles est une terre de volcans, ses paysages sont façonnés par les gorges de l'Allier et de la Loire. De nombreux témoignages du passé sont présents dans ses bourgs ruraux.
De Pradelles, le Castrum pratellae (petite prairie en latin), on pouvait surveiller un vaste territoire s'étendant sur toute la haute vallée de l'Allier et au-delà, jusqu'aux crêtes du mont Lozère qui ferment l'horizon vers le sud.
À l'ouest, c'est une longue échine de la Margeride où sévit au XVIIIe siècle la terrible « Bête du Gévaudan ».
À l'est, on peut apercevoir quelques sommets de la ligne de partage des eaux entre l'Atlantique, où se jettent la Loire et l'Allier, et la Méditerranée, vers laquelle coule l'Ardèche.
Enfin, vers le nord, s'étend le pays de Pradelles où se mêlaient les influences du Velay et du Vivarais et où tant de sites pittoresques sont à découvrir.

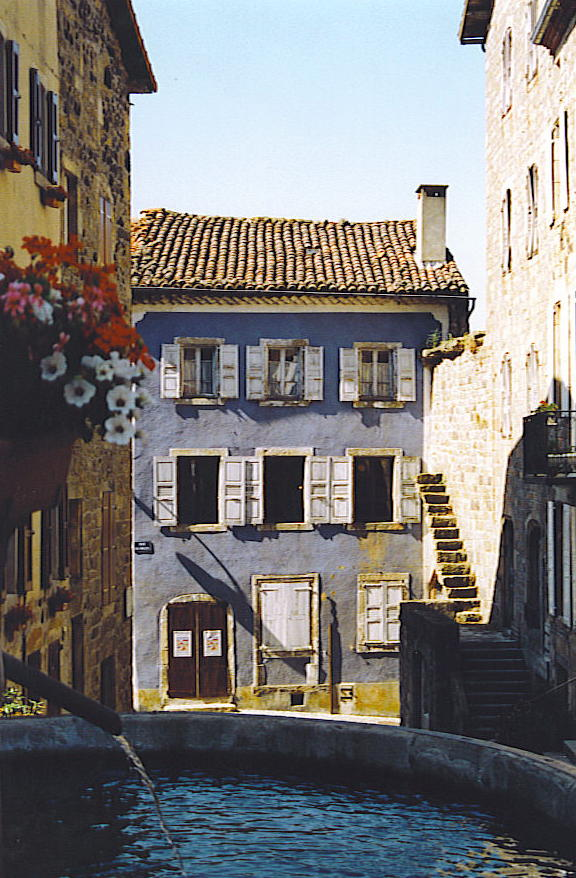
Maison dans le vieux centre.

### Hydrographie
Pradelles domine la vallée de l'Allier et le barrage de Naussac. La plus grande partie de la commune est dans le bassin versant de l'Allier, cependant le versant nord-est de la forêt communale fait partie du bassin versant de la Loire. La ligne de crête de cette forêt constitue de ce fait la ligne de partage des eaux entre la Loire et l'Allier.

### Climat
Pour des articles plus généraux, voir Climat d'Auvergne-Rhône-Alpes et Climat de la Haute-Loire.
En 2010, le climat de la commune est de type climat de montagne, selon une étude du Centre national de la recherche scientifique s'appuyant sur une série de données couvrant la période 1971-2000. En 2020, Météo-France publie une typologie des climats de la France métropolitaine dans laquelle la commune est exposée à un climat de montagne ou de marges de montagne et est dans la région climatique Sud-est du Massif Central, caractérisée par une pluviométrie annuelle de 1 000 à 1 500 mm, minimale en été, maximale en automne.
Pour la période 1971-2000, la température annuelle moyenne est de 6,5 °C, avec une amplitude thermique annuelle de 15,7 °C. Le cumul annuel moyen de précipitations est de 1 037 mm, avec 9,5 jours de précipitations en janvier et 6,4 jours en juillet. Pour la période 1991-2020, la température moyenne annuelle observée sur la station météorologique de Météo-France la plus proche, « Saint-Paul-de-Tartas », sur la commune de Saint-Paul-de-Tartas à 4 km à vol d'oiseau, est de 7,3 °C et le cumul annuel moyen de précipitations est de 787,7 mm,. Pour l'avenir, les paramètres climatiques de la commune estimés pour 2050 selon différents scénarios d'émission de gaz à effet de serre sont consultables sur un site dédié publié par Météo-France en novembre 2022.

## Urbanisme

### Typologie
Au 1er janvier 2024, Pradelles est catégorisée commune rurale à habitat dispersé, selon la nouvelle grille communale de densité à sept niveaux définie par l'Insee en 2022.
Elle est située hors unité urbaine et hors attraction des villes,.

### Occupation des sols
L'occupation des sols de la commune, telle qu'elle ressort de la base de données européenne d’occupation biophysique des sols Corine Land Cover (CLC), est marquée par l'importance des territoires agricoles (59,4 % en 2018), en augmentation par rapport à 1990 (55,5 %). La répartition détaillée en 2018 est la suivante : prairies (35,7 %), forêts (31,7 %), zones agricoles hétérogènes (20,6 %), milieux à végétation arbustive et/ou herbacée (7 %), terres arables (3,1 %), zones urbanisées (1,9 %). L'évolution de l’occupation des sols de la commune et de ses infrastructures peut être observée sur les différentes représentations cartographiques du territoire : la carte de Cassini (XVIIIe siècle), la carte d'état-major (1820-1866) et les cartes ou photos aériennes de l'IGN pour la période actuelle (1950 à aujourd'hui).

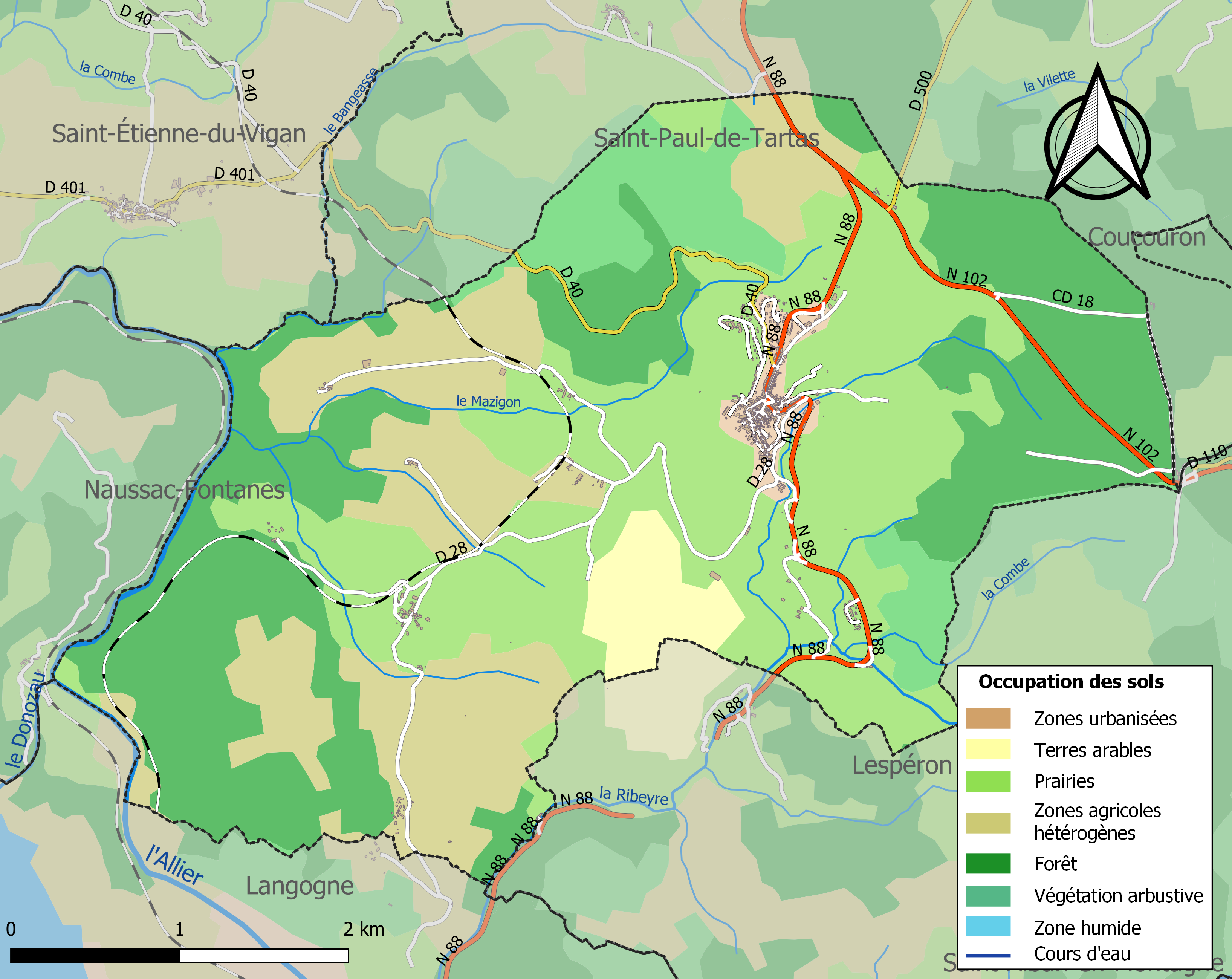
Carte des infrastructures et de l'occupation des sols de la commune en 2018 (CLC).

### Habitat et logement
En 2018, le nombre total de logements dans la commune était de 527, alors qu'il était de 536 en 2013 et de 514 en 2008.
Parmi ces logements, 42,2 % étaient des résidences principales, 40,2 % des résidences secondaires et 17,7 % des logements vacants. Ces logements étaient pour 82,2 % d'entre eux des maisons individuelles et pour 17,8 % des appartements.
Le tableau ci-dessous présente la typologie des logements à Pradelles en 2018 en comparaison avec celle de la Haute-Loire et de la France entière. Une caractéristique marquante du parc de logements est ainsi une proportion de résidences secondaires et logements occasionnels (40,2 %) supérieure à celle du département (16,1 %) et à celle de la France entière (9,7 %). Concernant le statut d'occupation de ces logements, 72,1 % des habitants de la commune sont propriétaires de leur logement (70,6 % en 2013), contre 70 % pour la Haute-Loire et 57,5 pour la France entière.
| Typologie                                               | Pradelles | Haute-Loire | France entière |
| ------------------------------------------------------- | --------- | ----------- | -------------- |
| Résidences principales (en %)                           | 42,2      | 71,5        | 82,1           |
| Résidences secondaires et logements occasionnels (en %) | 40,2      | 16,1        | 9,7            |
| Logements vacants (en %)                                | 17,7      | 12,4        | 8,2            |

## Toponymie
Pratelas (XIe siècle). Le nom de Pradelles est d'origine romane et fait référence aux prairies abondantes qui recouvraient à l'époque les montagnes environnantes.
Pradèlas = la prairie en auvergnat.

## Histoire

### Préhistoire et antiquité
En 1980 fut émise l'hypothèse que le souterrain dit Du trou des fades de Saint-Clément, d'une quarantaine de mètres de long, serait une hypogée mégalithique remontant au IIe millénaire av. J.-C.
Les gallo-romains ont creusé des égouts dans le bourg, toujours visibles.

### Moyen Âge
Le plus ancien document mentionnant le nom de Pradelles est le cartulaire de l'abbaye de Gellone (Saint-Guilhem-le-Désert) qui mentionne la donation à cette Abbaye de l'église Saint-Hilaire de Lespéron située In suburbio castro quod dicitur Pratellas. Cinq chartes dont la plus ancienne date du règne du roi Robert le Pieux (roi de Francie occidentale de 996 à 1031).

### De la Renaissance à la Révolution
Le culte de Notre-Dame de Pradelles apparaît en 1512, année où une statue est découverte dans le sol d'un pré à côté de l'hôpital, à la place où s'élève aujourd'hui le clocher de la chapelle. On ne connaît rien de plus sur l'histoire de cette statue, et son culte fut d'abord très local.
En 1585, le bourg est rançonné par François de Coligny.
En 1586, un incendie dévaste tout un quartier de Pradelles épargnant seulement la chapelle, attirant un peu plus l'attention sur ce petit sanctuaire.
Le grand événement qui contribua à la renommée de Notre-Dame de Pradelles fut le 10 mars 1588 : les huguenots reviennent rançonner le village, mais ils sont repoussés à la suite d'un violent combat. Les Pradellains attribuèrent à la protection de Marie cette victoire.
Les dominicains s'installent à Pradelles en 1608 et contribuent à répandre la renommée du sanctuaire dans le Velay, le Vivarais et le Gévaudan. On vient même du Gard en pèlerinage à Pradelles. Ce pèlerinage est toujours bien fréquenté. En particulier le 15 août où une procession parcourt les rues de la ville avec la statue.
Parmi les miracles attribués à Notre-Dame de Pradelles, citons la guérison de Marie Rivier, fondatrice des Sœurs de la Présentation de Marie, qui retrouva l'usage de ses jambes dont elle était privée depuis l'âge de deux ans.

### De la Révolution française à aujourd'hui
En 1793, les révolutionnaires jettent la statue au feu. Quand un assistant put la récupérer, elle était à moitié consumée. Elle fut restaurée en pin du pays, et après 1802 elle revint dans sa chapelle. Le 18 juillet 1869, elle fut solennellement couronnée.
Initialement ville du Bas-Vivarais, la localité de Pradelles protesta parce qu'elle était rattachée au département du Velay (futur département de la Haute-Loire). Le 5 janvier 1790, le conseil de la commune envoya en vain à la Constituante une motion disant : « C'est avec douleur que nous apprenions que messieurs les députés du Velay cherchent à faire comprendre dans le département qu'ils sollicitent la région de Pradelles et qu'ils s'étayent d'une délibération prise par le conseil politique de cette ville comme manifestant le vœu général des citoyens sur un démembrement du Vivarais. Il a été unanimement délibéré à l'assemblée du 5 janvier de révoquer toute délibération qui n'énoncerait pas le vœu des citoyens de Pradelles réunis en assemblée générale et de solliciter les députés du Bas-Vivarais, pour que Pradelles fasse partie de leur département ». Le 4 février 1790, la population décide d'envoyer deux émissaires à l'Assemblée pour confirmer leur détermination. Louis-Antoine Frévol de Ribains et Jean-François Champalbert sont de retour le 5 avril suivant de la capitale sans avoir pu convaincre les représentants de la nation.
En 1832, Pradelles fut réunie à la commune voisine de Saint-Clément-de-Pradelles. Cette dernière, au cours de la période révolutionnaire de la Convention nationale (1792-1795), porta le nom de Robertin qui semble se référer à l'antique domaine médiéval « mas des Robertins » qui jouxtait les villages du Mazel et des Bories en surplomb de l'Allier et dont subsiste aujourd'hui le « bois des Robertins ».
Le village de Pradelles est parcouru par un réseau de souterrains (tous répertoriés) qui part du cœur du village pour déboucher en plusieurs endroits au-delà de l'enceinte historique, ce qui pouvait permettre aux villageois de sortir du bourg à l'insu d'éventuels assaillants. La majorité de ces souterrains est aujourd'hui éboulée, les entrées sont obstruées volontairement pour des raisons de sécurité, toute visite étant suicidaire. Quelques entrées existent cependant encore dans certaines propriétés privées.

## Politique et administration

### Découpage territorial
La commune de Pradelles est membre de la communauté de communes des Pays de Cayres et de Pradelles, un établissement public de coopération intercommunale (EPCI) à fiscalité propre créé le 31 décembre 2000 dont le siège est à Costaros. Ce dernier est par ailleurs membre d'autres groupements intercommunaux.
Sur le plan administratif, elle est rattachée à l'arrondissement du Puy-en-Velay, au département de la Haute-Loire, en tant que circonscription administrative de l'État, et à la région Auvergne-Rhône-Alpes.
Sur le plan électoral, elle dépend du canton du Velay volcanique pour l'élection des conseillers départementaux, depuis le redécoupage cantonal de 2014 entré en vigueur en 2015, et de la deuxième circonscription de la Haute-Loire pour les élections législatives, depuis le redécoupage électoral de 1986.

### Liste des maires
| Période                                  | Période  | Identité            | Étiquette | Qualité            |
| ---------------------------------------- | -------- | ------------------- | --------- | ------------------ |
| Les données manquantes sont à compléter. |          |                     |           |                    |
| 1896                                     |          | Louis Auguste Ramey |           | Horloger Bijoutier |
|                                          | 1953     | Adrien Durand       |           | Notaire            |
| 1953                                     | 1965     | Maurice Hilaire     |           | Commerçant         |
| 1965                                     | 1967     | M. Dudot            |           | Retraité           |
| 1967                                     | 1971     | M. Chaussende       |           |                    |
| 1971                                     | 1977     | Jean Lebobe         |           |                    |
| 1977                                     | 1983     | Pierre Pabiou       |           |                    |
| 1983                                     | 1989     | Henri Maurin        | DVD       |                    |
| 1989                                     | 1997     | Gilles Romand       | PS        |                    |
| 1997                                     | 2014     | Marc Liabeuf        | DVG       |                    |
| 2014                                     | 2020     | Stéphane Bourgoin   |           |                    |
| 2020                                     | En cours | Alain Robert        |           |                    |

## Population et société

### Démographie

#### Évolution démographique
L'évolution du nombre d'habitants est connue à travers les recensements de la population effectués dans la commune depuis 1793. Pour les communes de moins de 10 000 habitants, une enquête de recensement portant sur toute la population est réalisée tous les cinq ans, les populations de référence des années intermédiaires étant quant à elles estimées par interpolation ou extrapolation. Pour la commune, le premier recensement exhaustif entrant dans le cadre du nouveau dispositif a été réalisé en 2005.

En 2022, la commune comptait 535 habitants, en évolution de −3,78 % par rapport à 2016 (Haute-Loire : +0,36 %, France hors Mayotte : +2,11 %).
| 1793  | 1800  | 1806  | 1821  | 1831  | 1836  | 1841  | 1846  | 1851  |
| ----- | ----- | ----- | ----- | ----- | ----- | ----- | ----- | ----- |
| 1 500 | 1 197 | 1 144 | 1 256 | 1 340 | 1 555 | 1 534 | 1 562 | 1 713 |

| 1856  | 1861  | 1866  | 1872  | 1876  | 1881  | 1886  | 1891  | 1896  |
| ----- | ----- | ----- | ----- | ----- | ----- | ----- | ----- | ----- |
| 1 756 | 1 752 | 1 872 | 1 904 | 1 971 | 2 036 | 1 963 | 1 882 | 1 861 |

| 1901  | 1906  | 1911  | 1921  | 1926  | 1931  | 1936  | 1946  | 1954  |
| ----- | ----- | ----- | ----- | ----- | ----- | ----- | ----- | ----- |
| 1 815 | 1 952 | 1 791 | 1 593 | 1 297 | 1 292 | 1 193 | 1 134 | 1 045 |

| 1962 | 1968 | 1975 | 1982 | 1990 | 1999 | 2005 | 2006 | 2010 |
| ---- | ---- | ---- | ---- | ---- | ---- | ---- | ---- | ---- |
| 857  | 733  | 618  | 570  | 584  | 581  | 612  | 619  | 613  |

| 2015 | 2020 | 2022 | - | - | - | - | - | - |
| ---- | ---- | ---- | - | - | - | - | - | - |
| 558  | 545  | 535  | - | - | - | - | - | - |

#### Pyramide des âges
La population de la commune est relativement âgée.
En 2018, le taux de personnes d'un âge inférieur à 30 ans s'élève à 22,4 %, soit en dessous de la moyenne départementale (31 %). À l'inverse, le taux de personnes d'âge supérieur à 60 ans est de 44,4 % la même année, alors qu'il est de 31,1 % au niveau départemental.
En 2018, la commune comptait 269 hommes pour 277 femmes, soit un taux de 50,73 % de femmes, légèrement inférieur au taux départemental (50,87 %).
Les pyramides des âges de la commune et du département s'établissent comme suit.
| Hommes | Classe d’âge | Femmes |
| ------ | ------------ | ------ |
| 1,5    | 90 ou +      | 7,6    |
| 9,7    | 75-89 ans    | 16,0   |
| 28,9   | 60-74 ans    | 25,0   |
| 21,5   | 45-59 ans    | 21,7   |
| 12,7   | 30-44 ans    | 10,5   |
| 12,4   | 15-29 ans    | 8,8    |
| 13,2   | 0-14 ans     | 10,5   |

| Hommes | Classe d’âge | Femmes |
| ------ | ------------ | ------ |
| 0,9    | 90 ou +      | 2,5    |
| 8,4    | 75-89 ans    | 11,7   |
| 20,4   | 60-74 ans    | 20,5   |
| 21,3   | 45-59 ans    | 20,3   |
| 16,8   | 30-44 ans    | 16,3   |
| 15,2   | 15-29 ans    | 13,2   |
| 17     | 0-14 ans     | 15,6   |

### Vie locale
Pradelles dispose d’un office de tourisme situé au cœur du village. Grâce à lui les visiteurs et résidents temporaires ont accès à l’offre d’activité sur les départements de la Haute-Loire, de la Lozère et de l’Ardèche.

### Manifestations culturelles et festivités
Durant la période estivale plusieurs foires et fêtes sont organisées sur les places de Pradelles. La principale est celle qui se déroule le 15 août à l’occasion de l’Ascension. Au cours de cette journée une procession traverse le village. En début d’après-midi un corso fleuri anime les rues.

### Sports et loisirs
De nombreuses activités touristiques et sportives sont proposées :
- un vélo-rail ;

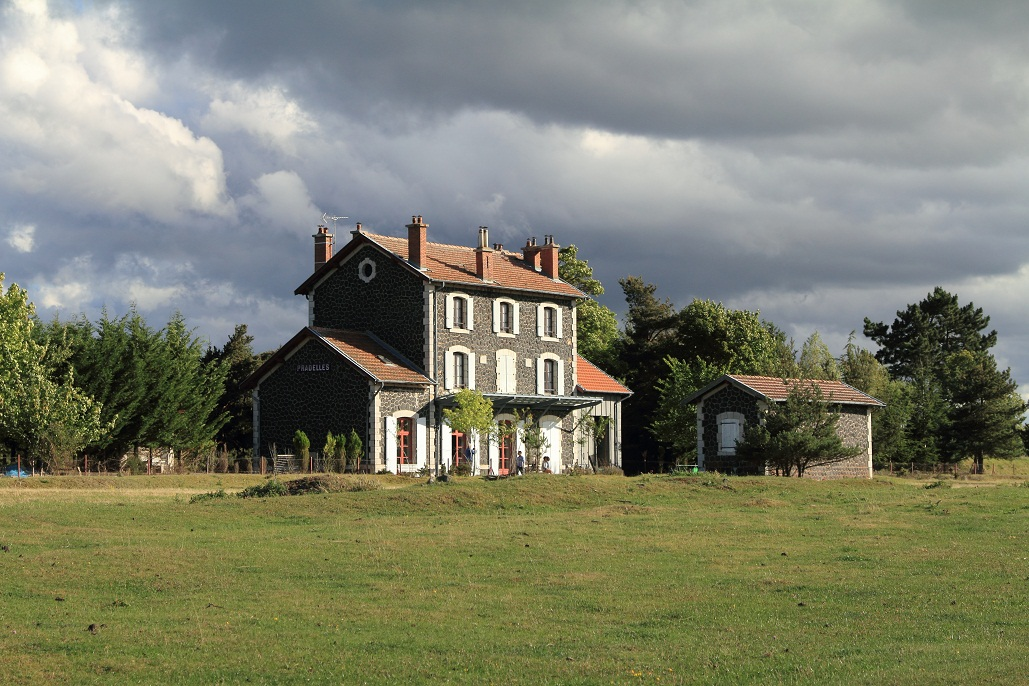
Vue de la gare de Pradelles reconvertie en terminus du vélo-rail en 2011.
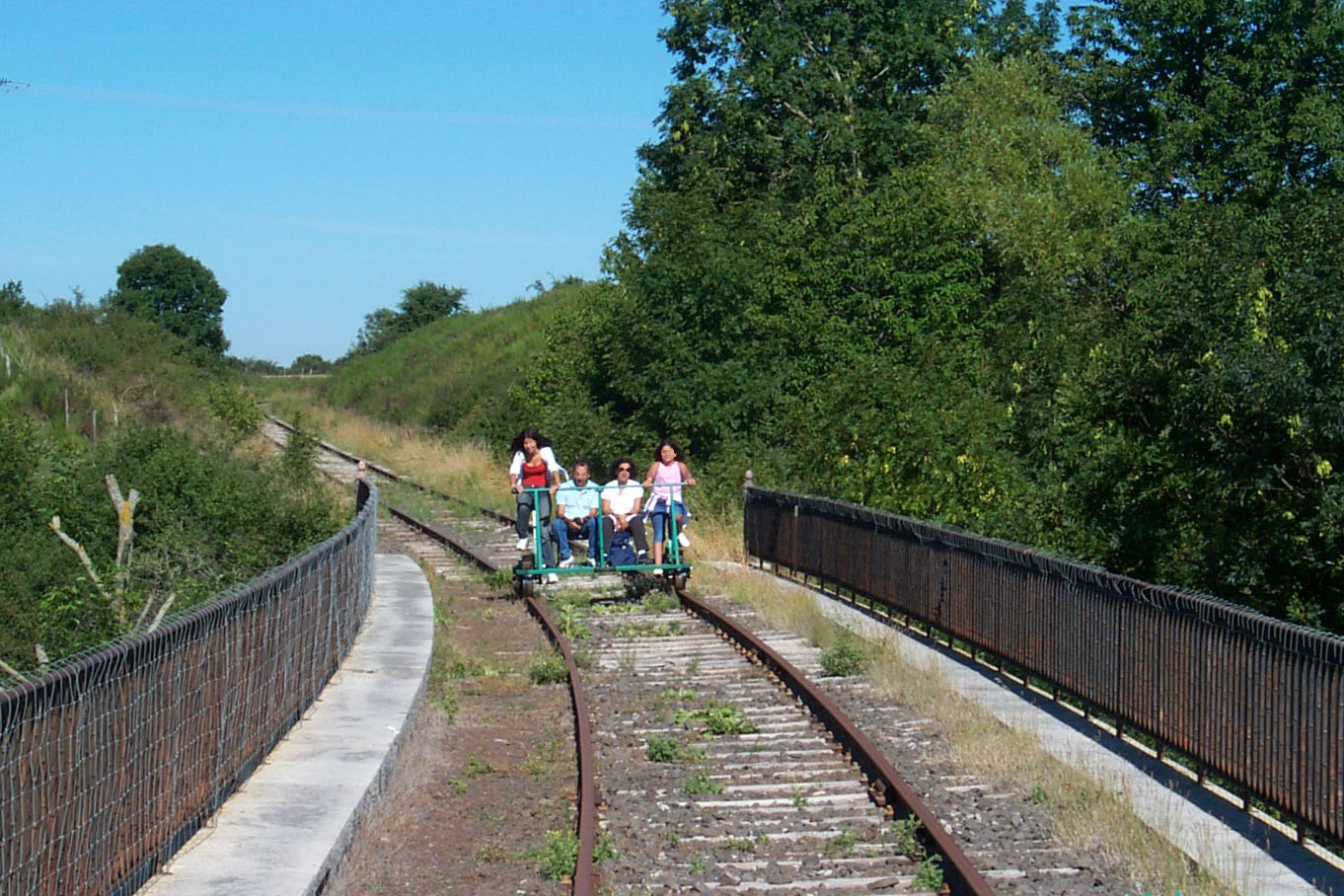
La ligne de vélo-rail en 2002.

- deux itinéraires de grande randonnée : chemin de Stevenson (GR 70) et le voie Régordane (GR 700) ;
- des chemins de randonnées locales de distances variées sont régulièrement ouverts et entretenus. D'une longueur entre 5 à 20 km, ils sont accessibles à tous les niveaux et sans préparation particulière;
- des parcours de VTT ;
- la proximité du lac de Naussac ouvre l’accès à ses bases nautiques et toutes ses activités (catamaran, kite-surf, paddle, planche à voile, optimistes pour les plus petits, accrobranche, VTT, trottinette tout terrain électrique, équitation…) ;
- plusieurs parcours de golf de 9 trous et 18 trous à proximité (golf du Gévaudan-Domaine de Barres, golf de la Garde-Guérin, golf du Puy-en-Velay, golf de la Plaine).
- des parcours d'escalade en milieu naturel et protégé sont accessibles à quelques kilométres : Via Ferrata : Les-rochers-de-la-Miramande-Saint-Jean-Lachalm ; Puy des Juscles - Le pertuis

La commune fait partie des plus beaux villages de France, elle est équipée :
- d'un camping municipal avec piscine en plein air ;
- d’une zone adaptée aux caravanes et camping-cars ;
- d’une piscine en plein air ;
- d'une infrastructure d’hébergement riche et diversifiée (village de vacances, d'un gîte étape, de plusieurs chambres et tables d'hôtes, d'un hôtel-restaurant) ;
- d’une capacité d’accueil des pèlerins et randonneurs qui se développe de façon régulière ;
- de plusieurs restaurants ;
- et d'une base de rafting.

## Économie
Historiquement, Pradelles a toujours bénéficié d'une forte activité touristique de moyenne montagne. Celle-ci a malheureusement souffert de l'attirance des grandes destinations internationales et de l'attrait pour les sites à fortes concentrations estivales par les vacanciers.
Depuis plusieurs décennies, Pradelles a axé son développement économique autour du secteur médico-social. Quatre établissements du secteur médico-social sont présents dans la commune : un EHPAD (établissement d'hébergement pour personnes âgées dépendantes), l'Institut Saint-Nicolas d'accueil de handicapés et deux maisons d'enfants (La Renouée et l'Institut Jeanne de Lestonnac).
Son positionnement géographique à la croisée de 3 départements, sa desserte par une infrastructure routière de qualité et sa proximité avec 2 villes (Le Puy-en-Velay et Mende) lui offrent de nombreux atouts pour un développement maîtrisé.
La population active de Pradelles est de 186 habitants en 1999. On compte 16 agriculteurs et 20 artisans commerçants qui travaillent dans la commune, 8 cadres, 80 employés et 20 ouvriers. La part des retraités dans la commune est en constante progression : 144 en 1982, 160 en 1999, 188 en 1999.

### Revenus
En 2018, la commune compte 212 ménages fiscaux, regroupant 413 personnes. La médiane du revenu disponible par unité de consommation est de 19 690 € (20 800 € dans le département).

### Emploi
| Division       | 2008  | 2013  | 2018  |
| -------------- | ----- | ----- | ----- |
| Commune        | 4,8 % | 6,3 % | 5,6 % |
| Département    | 6,3 % | 7,7 % | 7,7 % |
| France entière | 8,3 % | 10 %  | 10 %  |

En 2018, la population âgée de 15 à 64 ans s'élève à 304 personnes, parmi lesquelles on compte 68,4 % d'actifs (62,8 % ayant un emploi et 5,6 % de chômeurs) et 31,6 % d'inactifs,. Depuis 2008, le taux de chômage communal (au sens du recensement) des 15-64 ans est inférieur à celui de la France et du département.
La commune est hors attraction des villes,. Elle compte 268 emplois en 2018, contre 306 en 2013 et 301 en 2008. Le nombre d'actifs ayant un emploi résidant dans la commune est de 195, soit un indicateur de concentration d'emploi de 137 % et un taux d'activité parmi les 15 ans ou plus de 44,1 %.
Sur ces 195 actifs de 15 ans ou plus ayant un emploi, 81 travaillent dans la commune, soit 42 % des habitants. Pour se rendre au travail, 77,5 % des habitants utilisent un véhicule personnel ou de fonction à quatre roues, 16,9 % s'y rendent en deux-roues, à vélo ou à pied et 5,6 % n'ont pas besoin de transport (travail au domicile).

## Culture locale et patrimoine

### Lieux et monuments

#### Patrimoine religieux
L'église Notre-Dame-de-l'Assomption de Pradelles est un édifice néogothique inauguré en 1902 pour remplacer une ancienne église romane. Conçue par l'architecte M. Tracol, elle présente une structure en croix latine avec des bas-côtés, des piliers ornés d'évangélistes, un chœur entouré d'un déambulatoire illustré de stations de chemin de croix, et un clocher en façade avec un portail à tympan tréflé.
La chapelle Notre-Dame de Pradelles, construite en 1613, enjambe la route. C'est le seul édifice restant de l'ancien hôpital Saint-Christophe (ainsi nommé au XVIIe siècle par Christophe de Beaune, haut seigneur de Pradelles et principal donateur).
Il ne reste que des ruines de l'église de l'ancienne paroisse de Saint-Clément-sous-Pradelles. Cette église dépendait du prieuré de Langogne. Quelques décennies avant la Révolution, le seigneur prieur de Langogne reprochait déjà au curé de Saint-Clément de négliger l'entretien du sanctuaire. C'est pourquoi, s'agissant de l'exercice du culte, la paroisse de Saint Clément est rattachée à celle de Pradelles avant le concordat de 1801.
Un ossuaire est accolé au bâtiment ruiné. Une voûte en berceau brisé abrite deux sarcophages de pierre. La fontaine Sainte-Reine est toute proche.
La chapelle des Pénitents de Pradelles date du XVIIe siècle.
La chapelle Sainte-Marie-Madeleine de la Chabassole est à l'abandon depuis au moins le XVIIe siècle. Ses vestiges retrouvés en 2024 pourraient perturber un projet de parc éolien.

#### Patrimoine civil

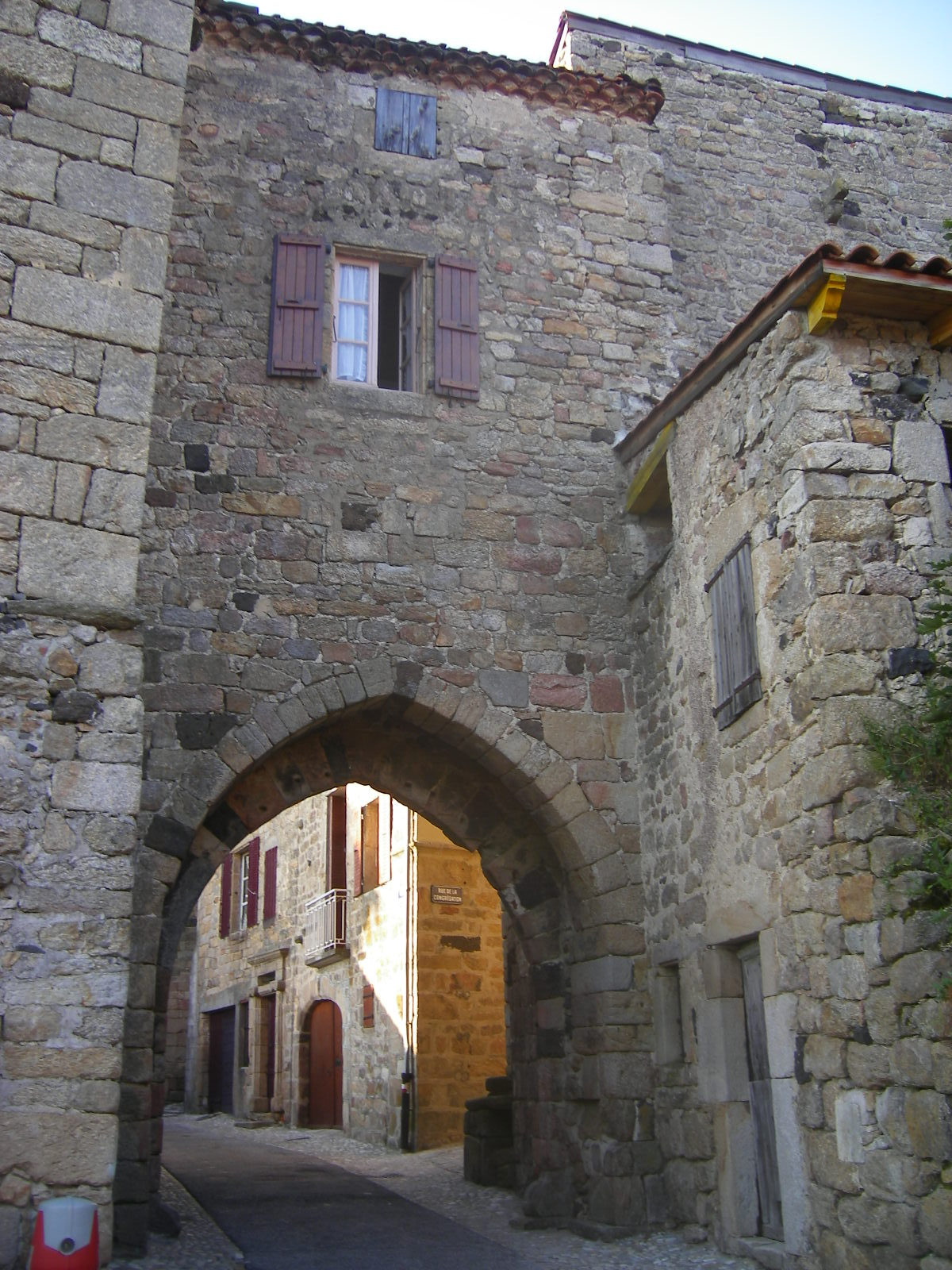
Une des portes de la vieille ville.

La porte de la Verdette appelée initialement porte des teinturiers, est construite au XIIIe siècle et a conservé les corbeaux de pierre des mâchicoulis, les pierres primitives constituant l'escalier montant au rempart et une Vierge à l'Enfant. Elle a été inscrite aux monuments historiques le 22 octobre 1971.
La tour de Rochely est très proche de la porte de la Verdette et devait être un de ses éléments de défense. Elle a été inscrite aux monuments historiques le 29 février 1972.
La porte du Besset appelée porte de Grausal jusqu'à son acquisition par Hyacinthe Forestier du Besset en 1753, n'a conservé aucun appareil défensif, et était munie d'une herse dont les glissières sont encore bien visibles. Elle a été inscrite aux monuments historiques le 22 novembre 1972.
La maison Templer (ancienne demeure des Boutavin de Mortesagne) : Templer signifie templier. Le village étant sur le parcours du chemin de Régordane qui conduisait les pèlerins jusqu'à la « Terre Sainte », il est naturel d'établir un lien avec les templiers qui les accompagnaient. Sur cette base 2 hypothèses se profilent sur les raisons de la dénomination de cette demeure. Soit elle appartenait à un ancien templier revenu dans le village pour s'y établir, soit elle était un lieu d'hébergement pour les templiers lors de leur traversée du village.
La maison Frévol, la maison aux arcades (construite au XVIe siècle par Antoine Vinhe), sont place de la Halle et forment un ensemble urbain construit du XVe au XVIIe siècle,.
La première halle de Pradelles a été édifiée en 1743 à l'initiative du vicomte de Beaune, seigneur de Pradelles. En raison de sa vétusté, la municipalité fit procéder à sa reconstruction en 1864. Cette deuxième version a été progressivement démolie entre 1939 et 1960. Régulièrement des projets de reconstruction voient le jour sans qu'ils aboutissent.
La façade ornée de deux portes gothiques de la maison Thomas, en contrebas de l'église paroissiale, était celle de la maison claustrale de la communauté des prêtres de Pradelles. Elle a été inscrite aux monuments historiques le 23 mars 1972.
Le manoir du Mazonric a été construit à l'époque de la famille Belvezet. Daté de 1572, il possède une tour d'escalier sur un corps de logis rectangulaire. Il a été inscrit aux monuments historiques le 27 octobre 1986.
La date de 1642 figure au dessus de la porte d'entrée du château du Mazigon. Le bâtiment et son parc ont été inscrits aux monuments historiques le 23 décembre 2009. Sa construction initiale remonte à plusieurs siècles auparavant. L'acte d'acquisition le plus récent (sic) passé le 8 juin 1643 chez Me Rochier notaire de Langogne se référait à une expertise du 17 décembre 1642. L'hommage rendu par l'acquéreur, Jean de Romieu, un marchand de Pradelles, à François de Belvezer, seigneur de Jonchères, mentionne la présence peu auparavant « d'une tour avec un pigeonnier au plus haut et des meurtrières sur la porte de l’entrée d’icelle. Laquelle tour, à cause que les murailles dudit bâtiments étaient mal assises et en danger d’aller tout par terre, aurait été descendue, sera permis et loisible au dit de Romieu de la pouvoir réédifier, si bon lui semble, et y faire des culs de lampe et mâchicoulis à l’entour ».

#### Patrimoine architectural
Pradelles est à la croisée des racines médiévales et de l'époque de la Renaissance. La construction des maisons en pierres de pays et l'agencement des rues répondent aux caractéristiques climatiques de la région, grands froids et neige abondante l'hiver, et fortes chaleurs l'été.

### Galerie

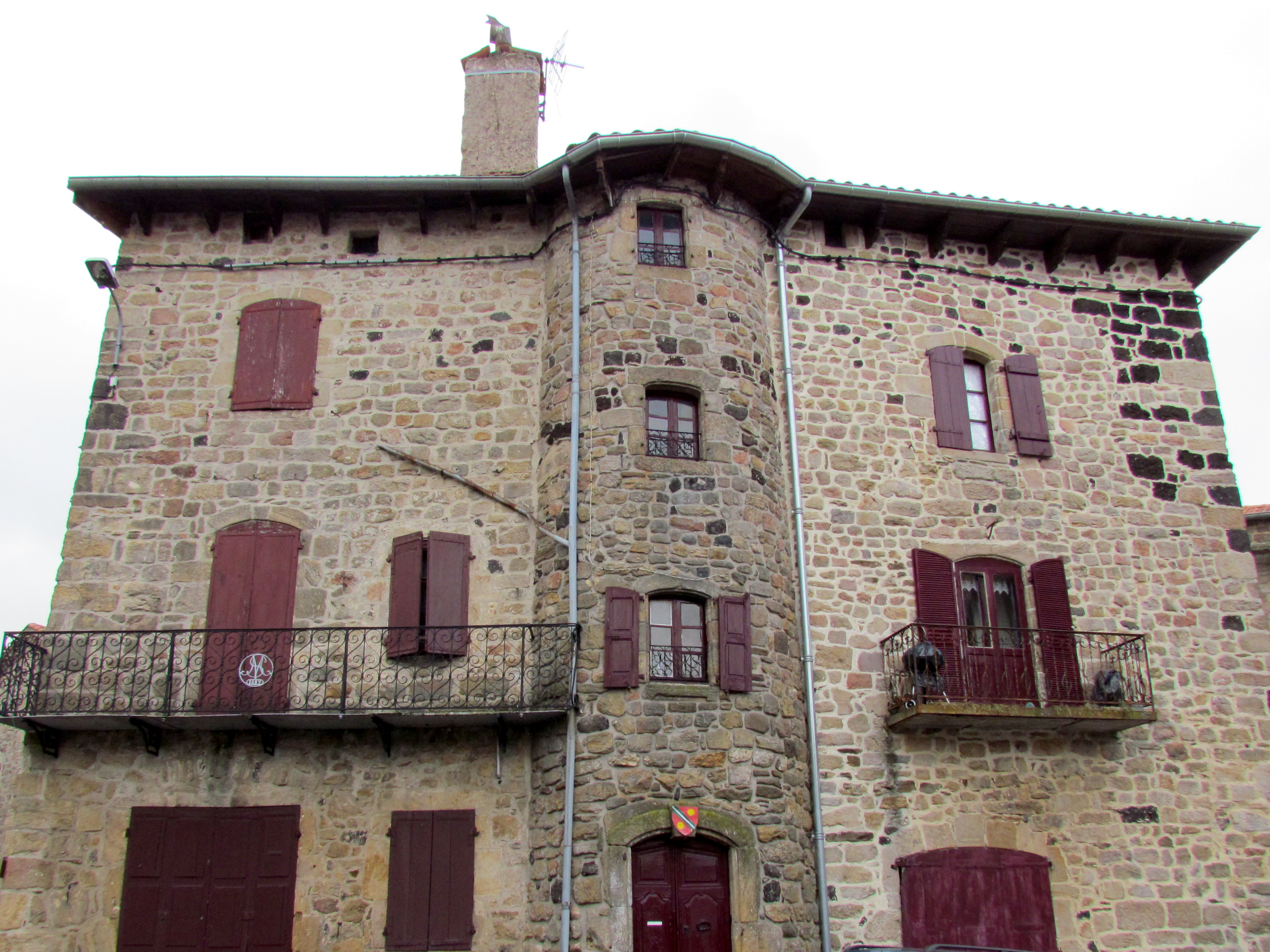
Une maison du village.
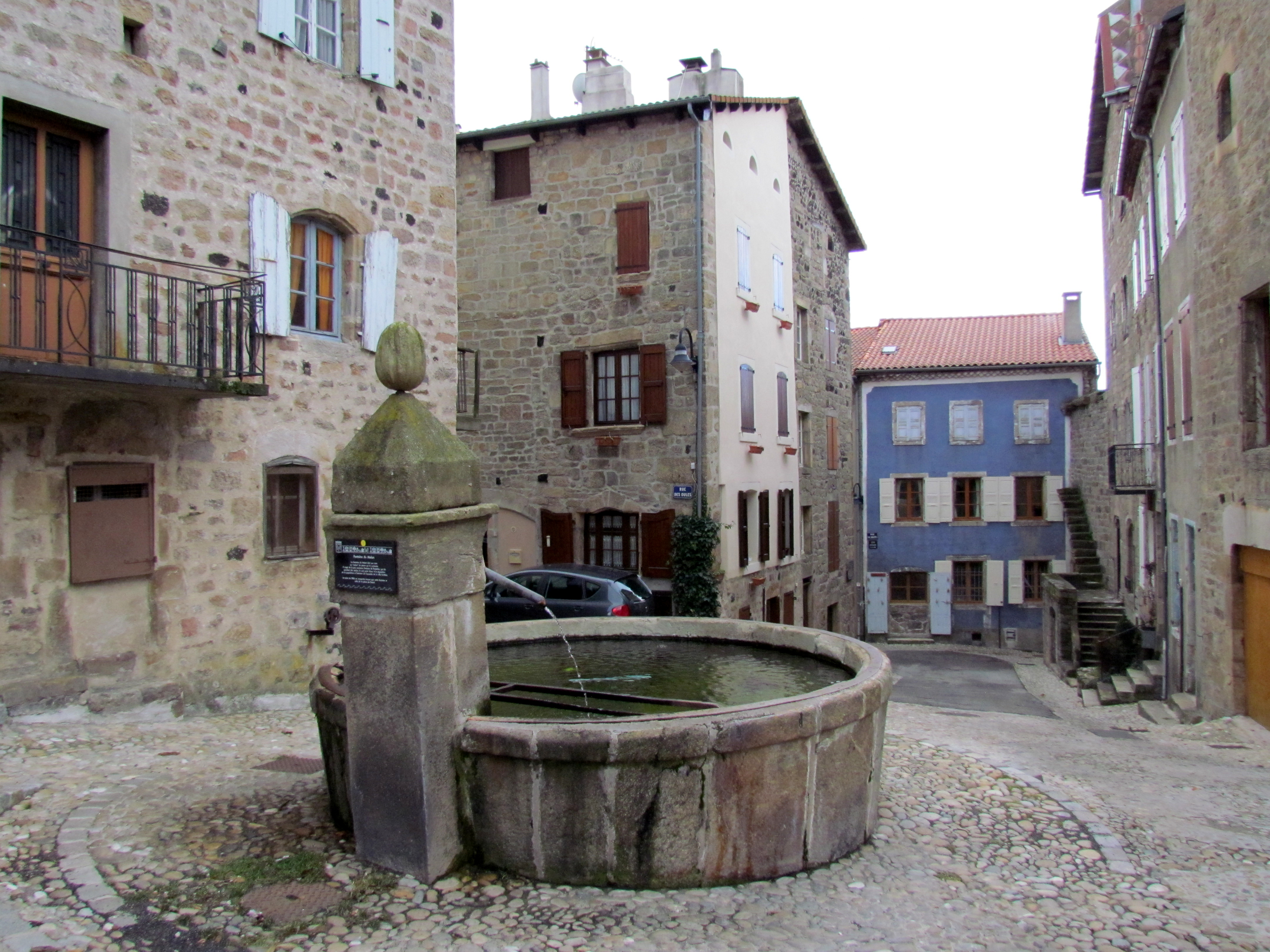
Fontaine du Melon (vue 1).
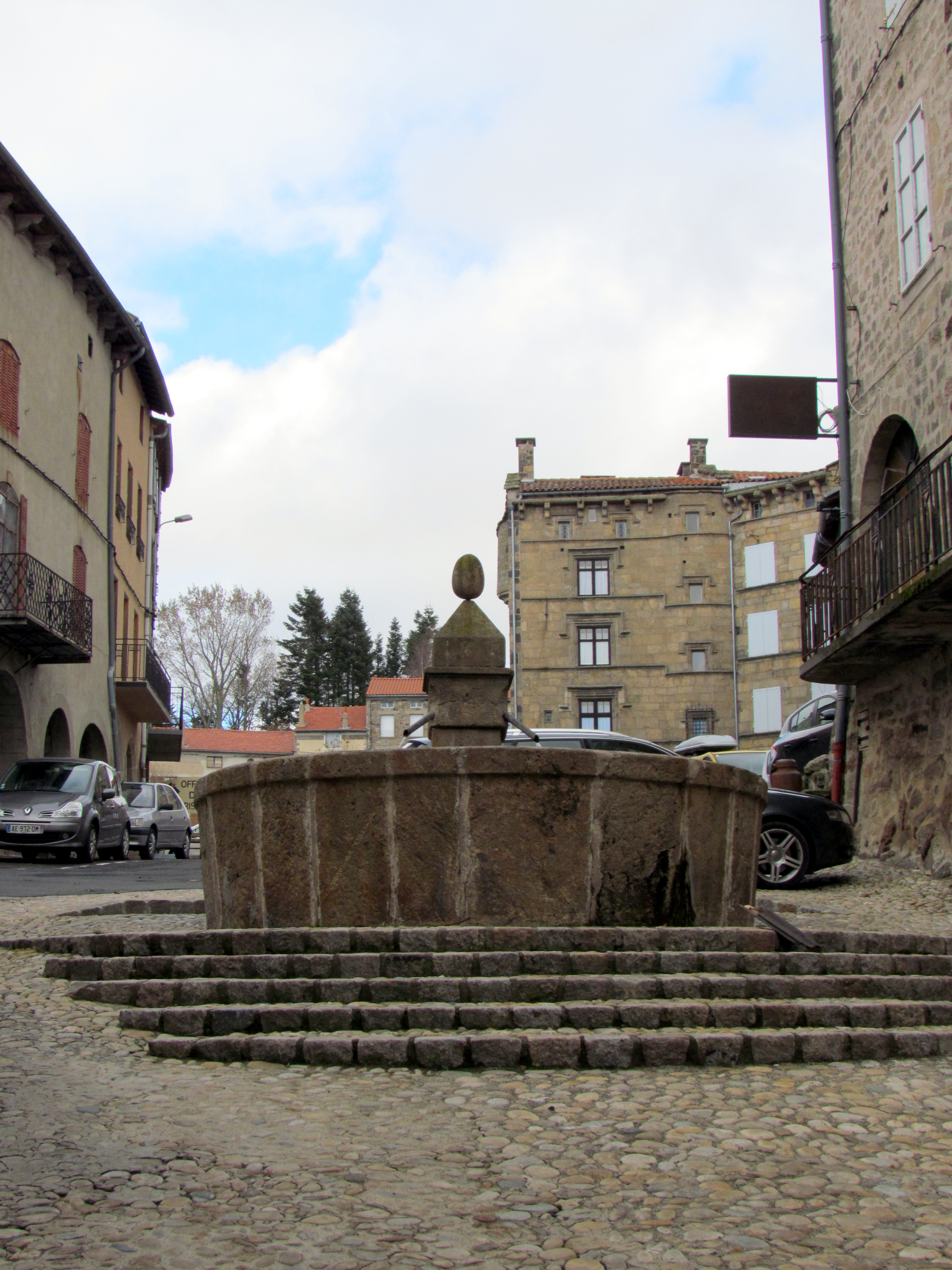
Fontaine du Melon (vue 2).
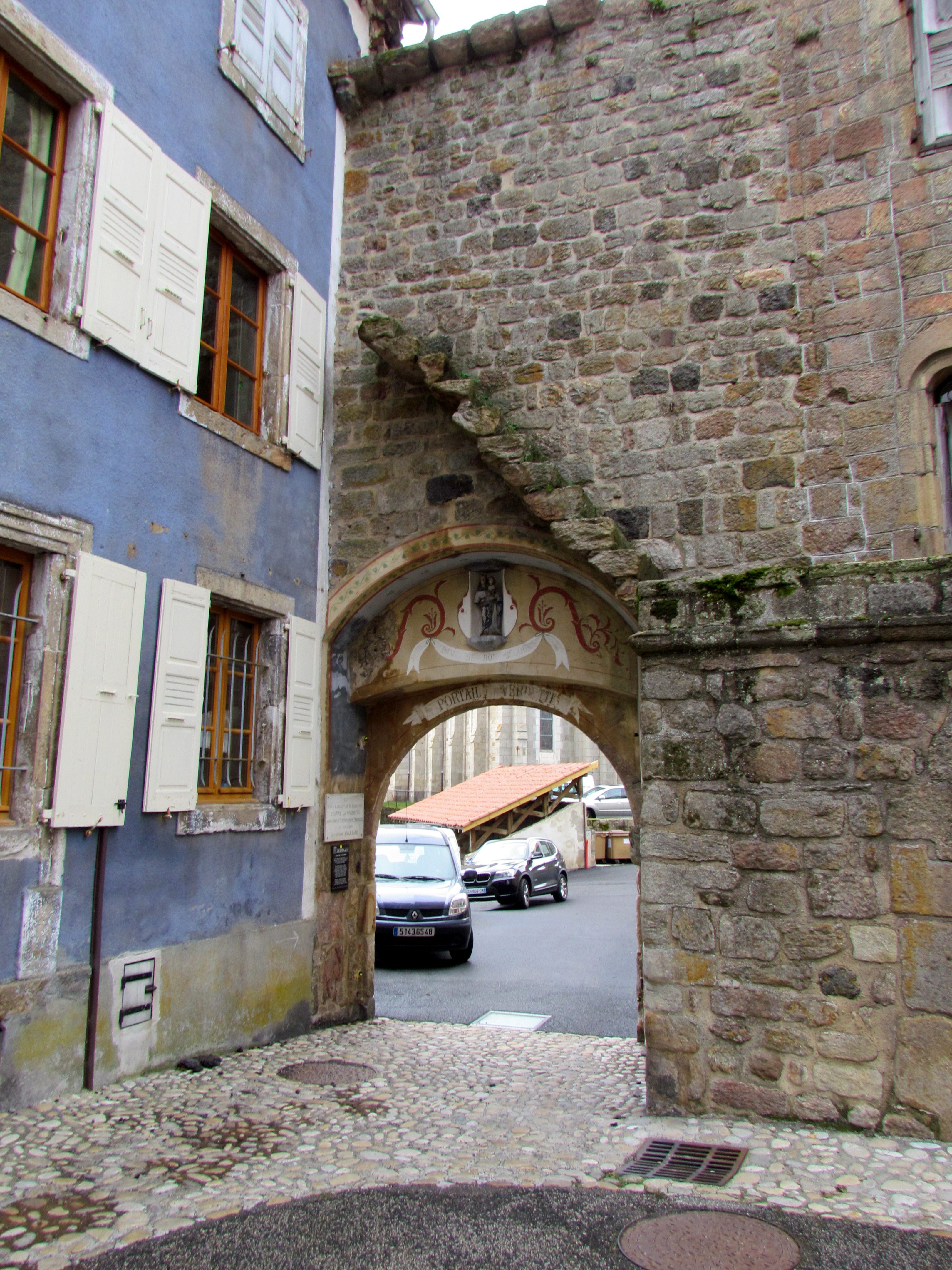
Porte de la Verdette.
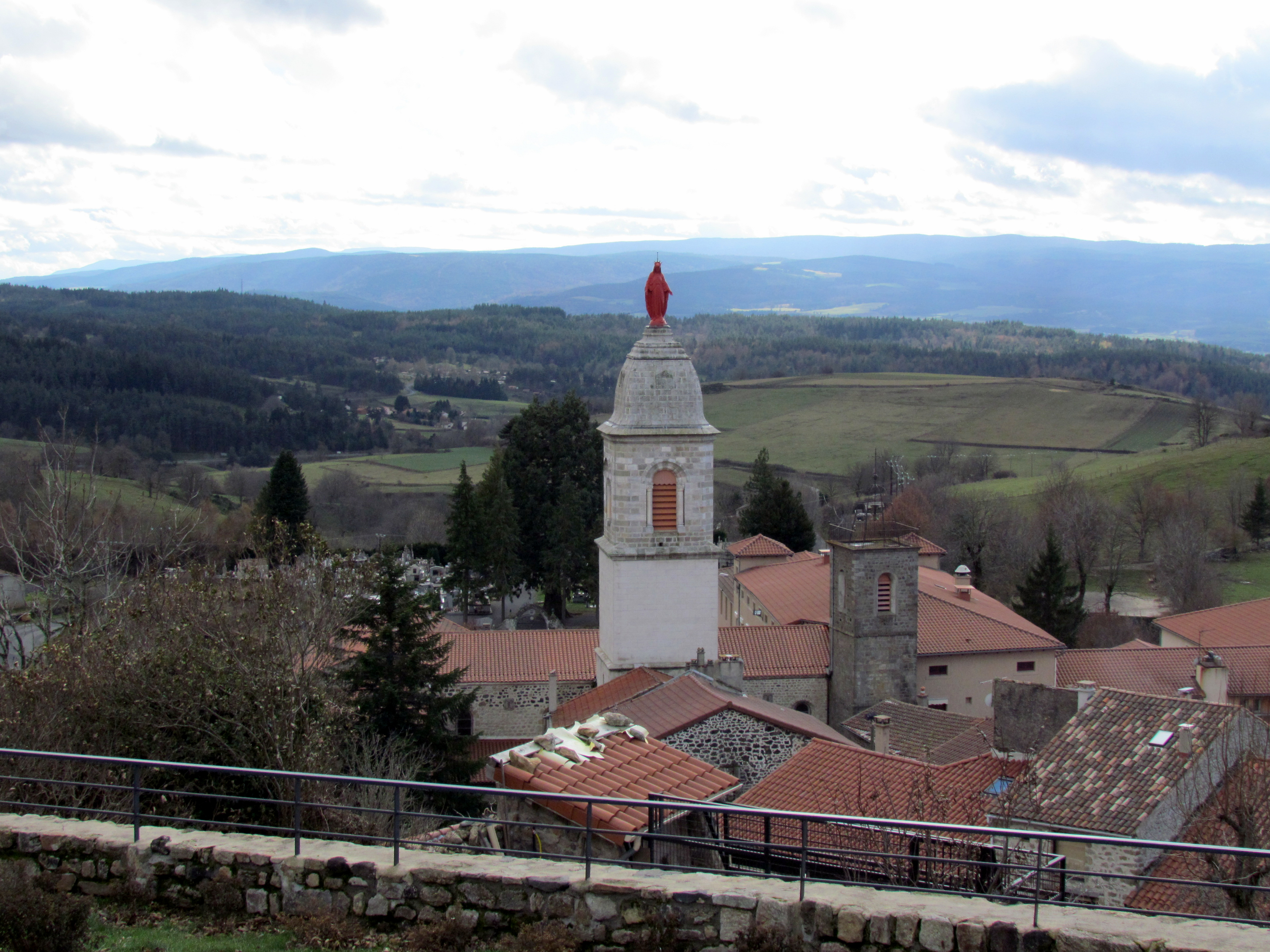
Vue sur la chapelle Notre-Dame à la vierge rouge.
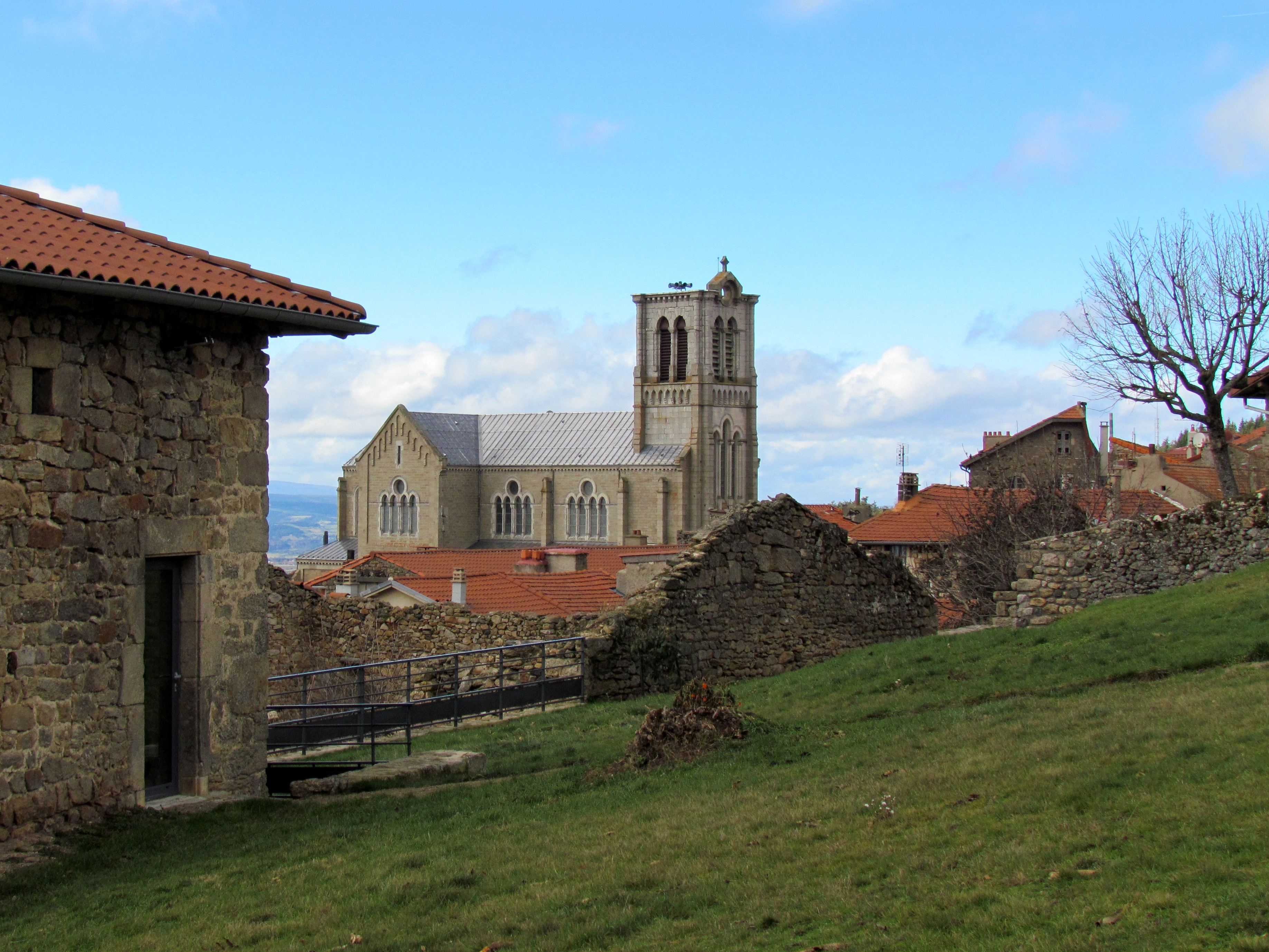
Vue sur l'église.
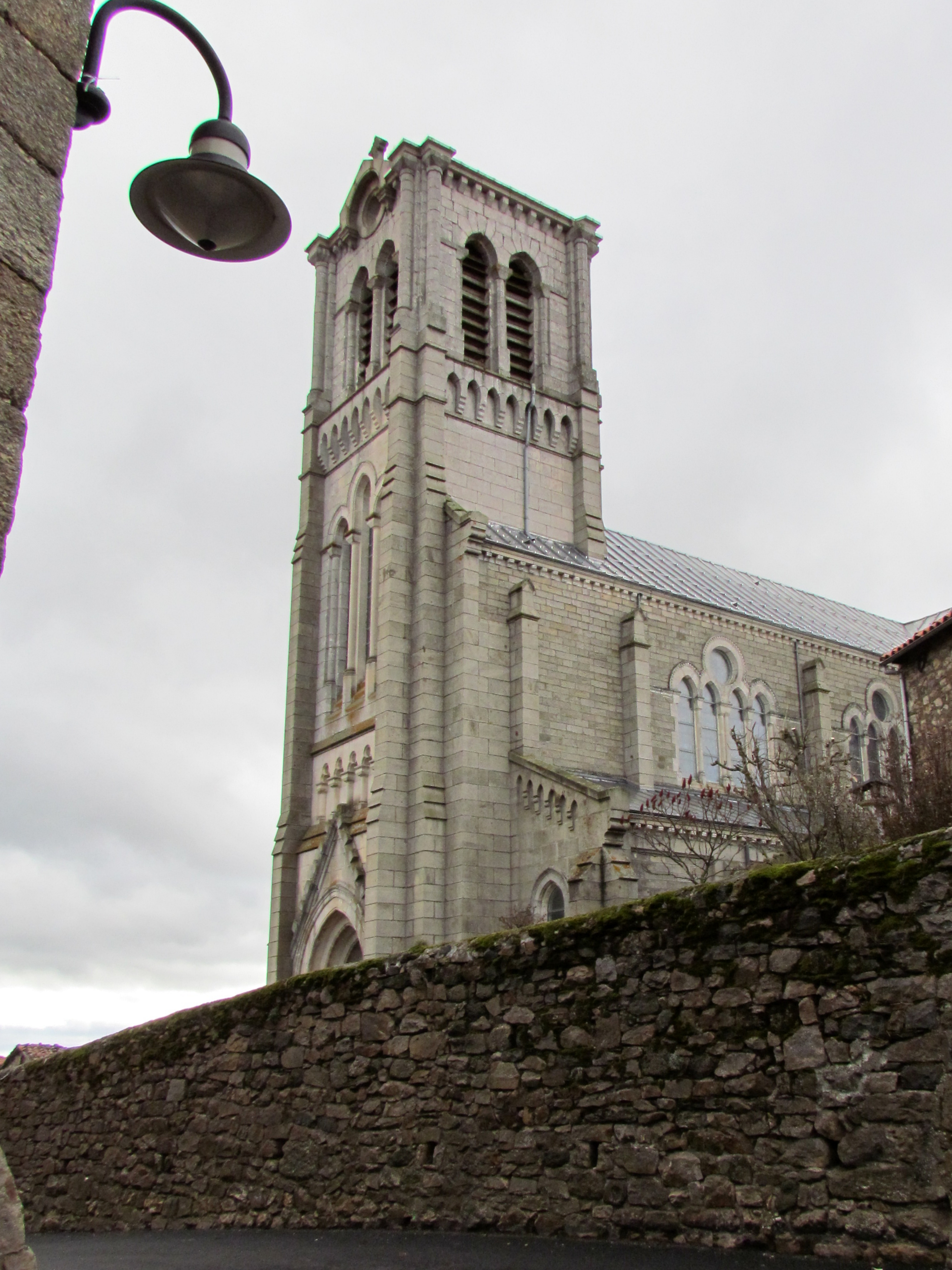
Vue sur le clocher de l'église.
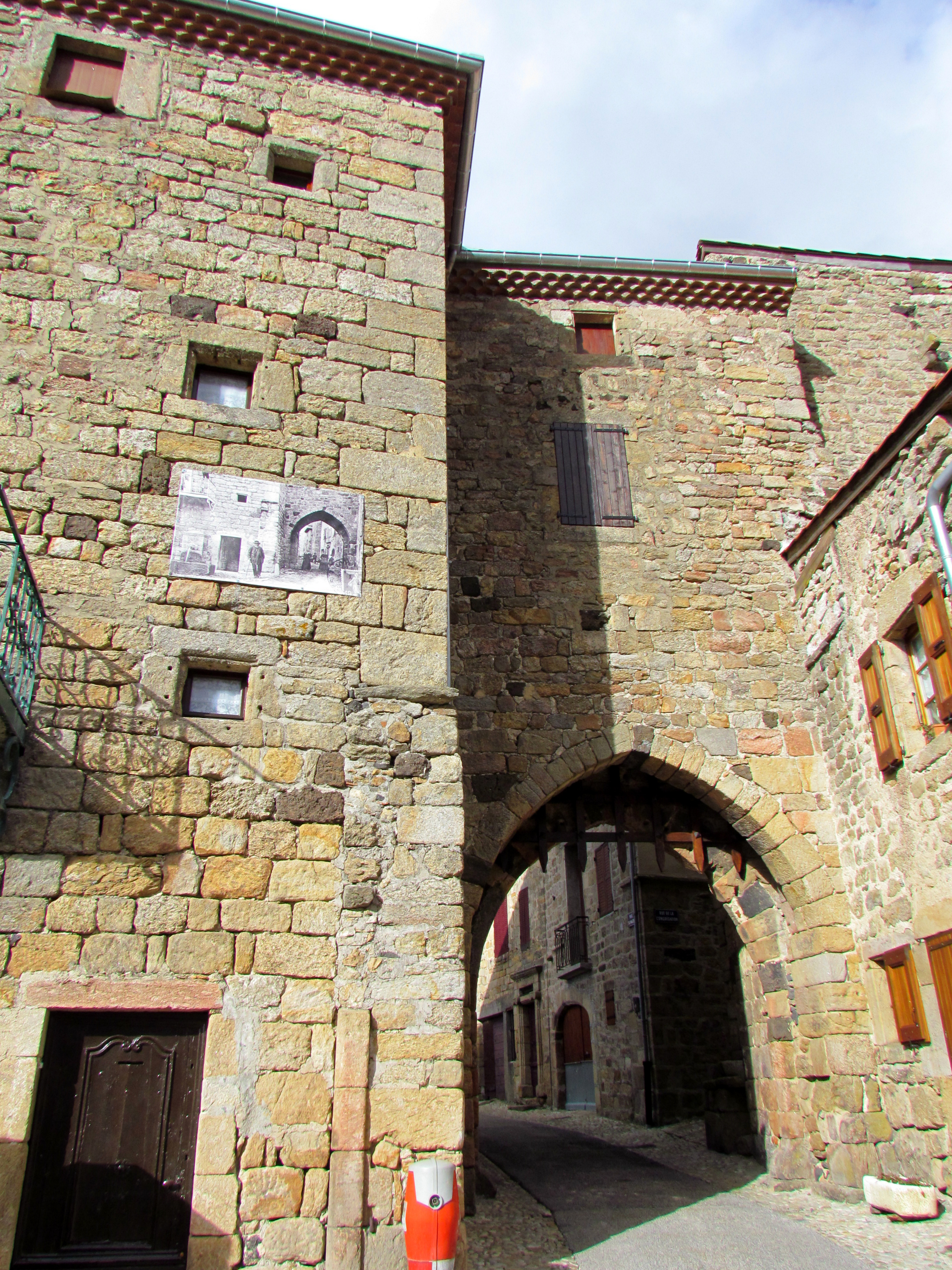
Porte du Besset (portail sud de la citadelle).
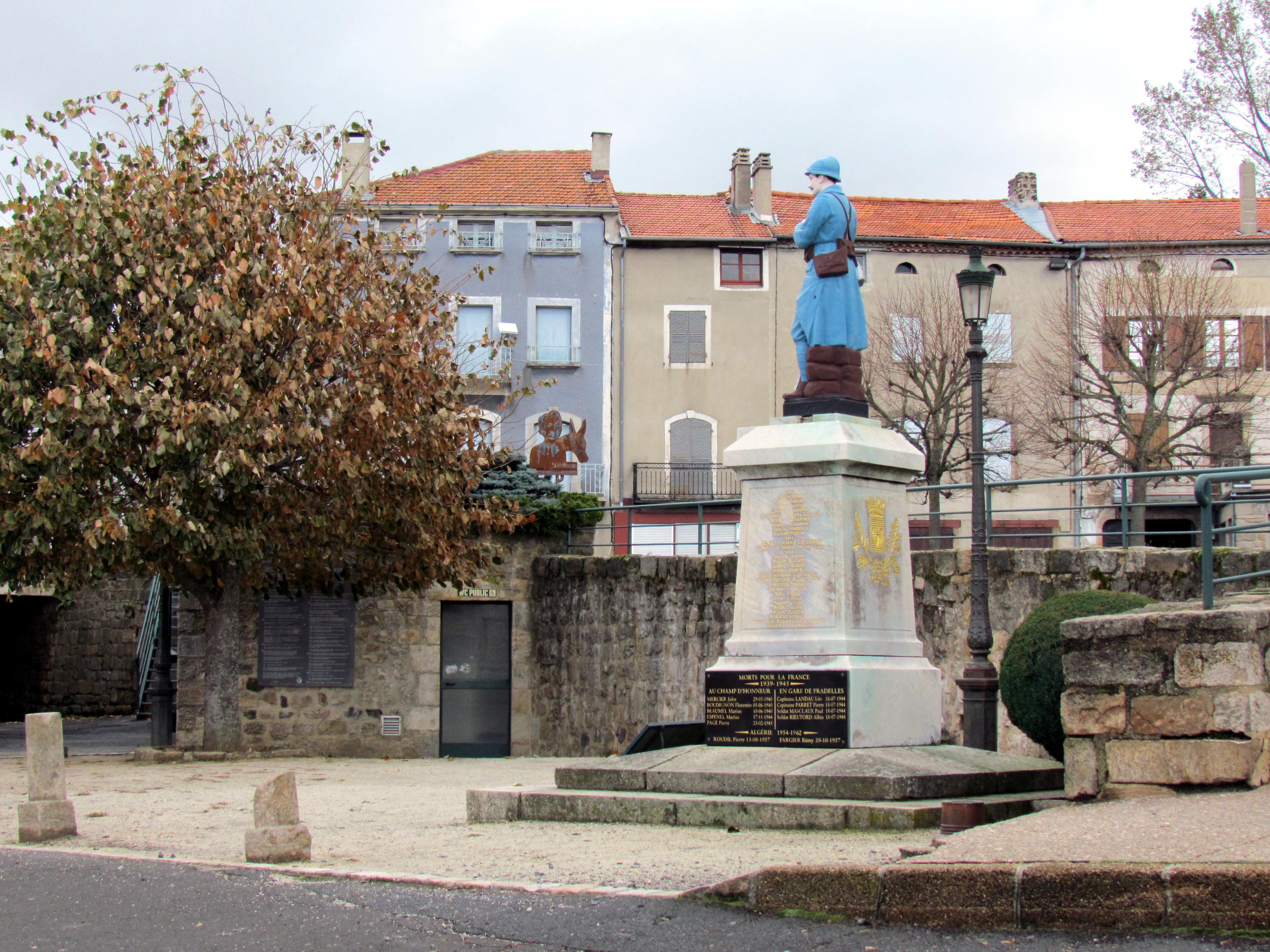
Monument aux morts.
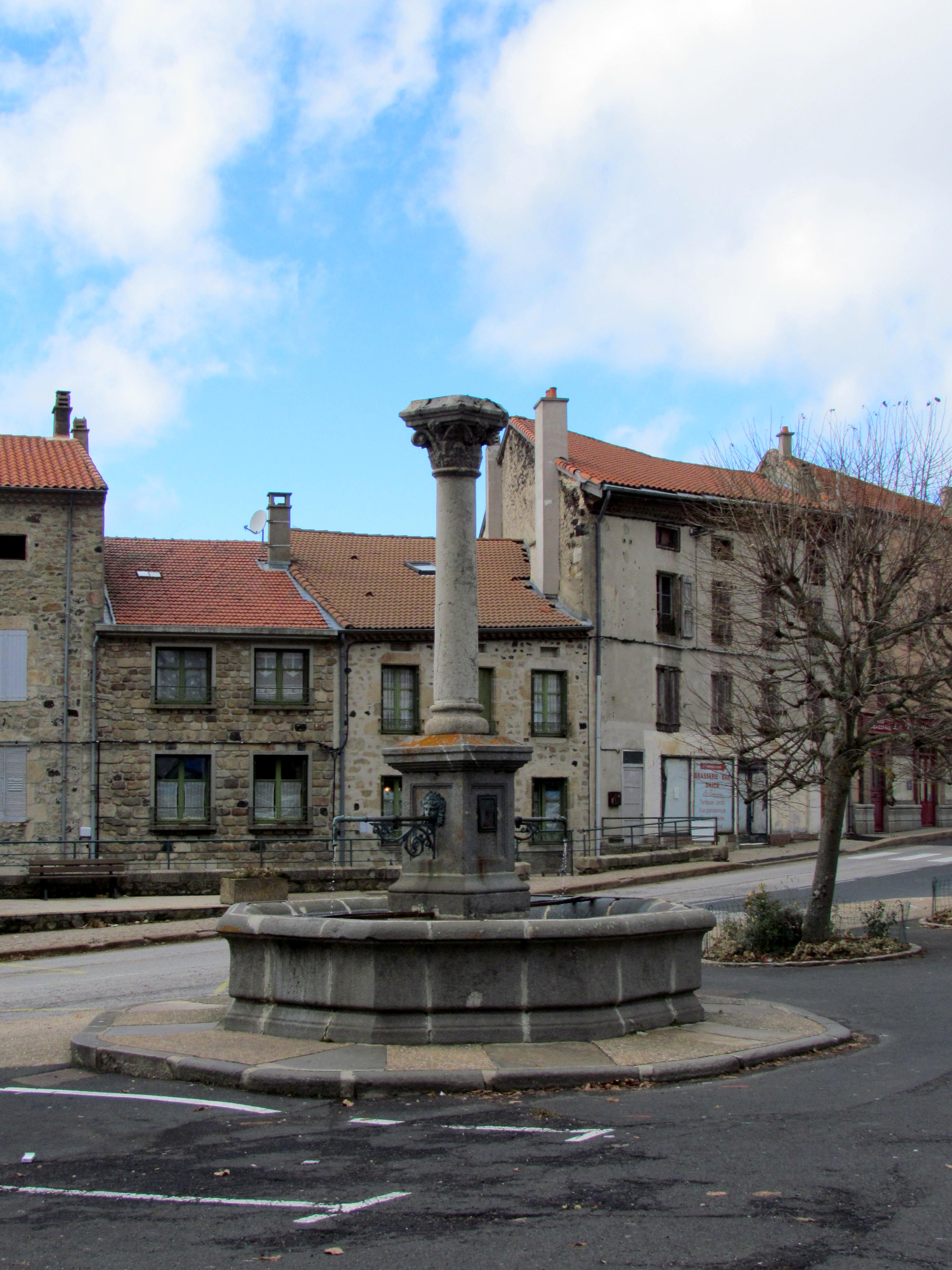
Fontaine de la place du Foirail.

#### Patrimoine forestier

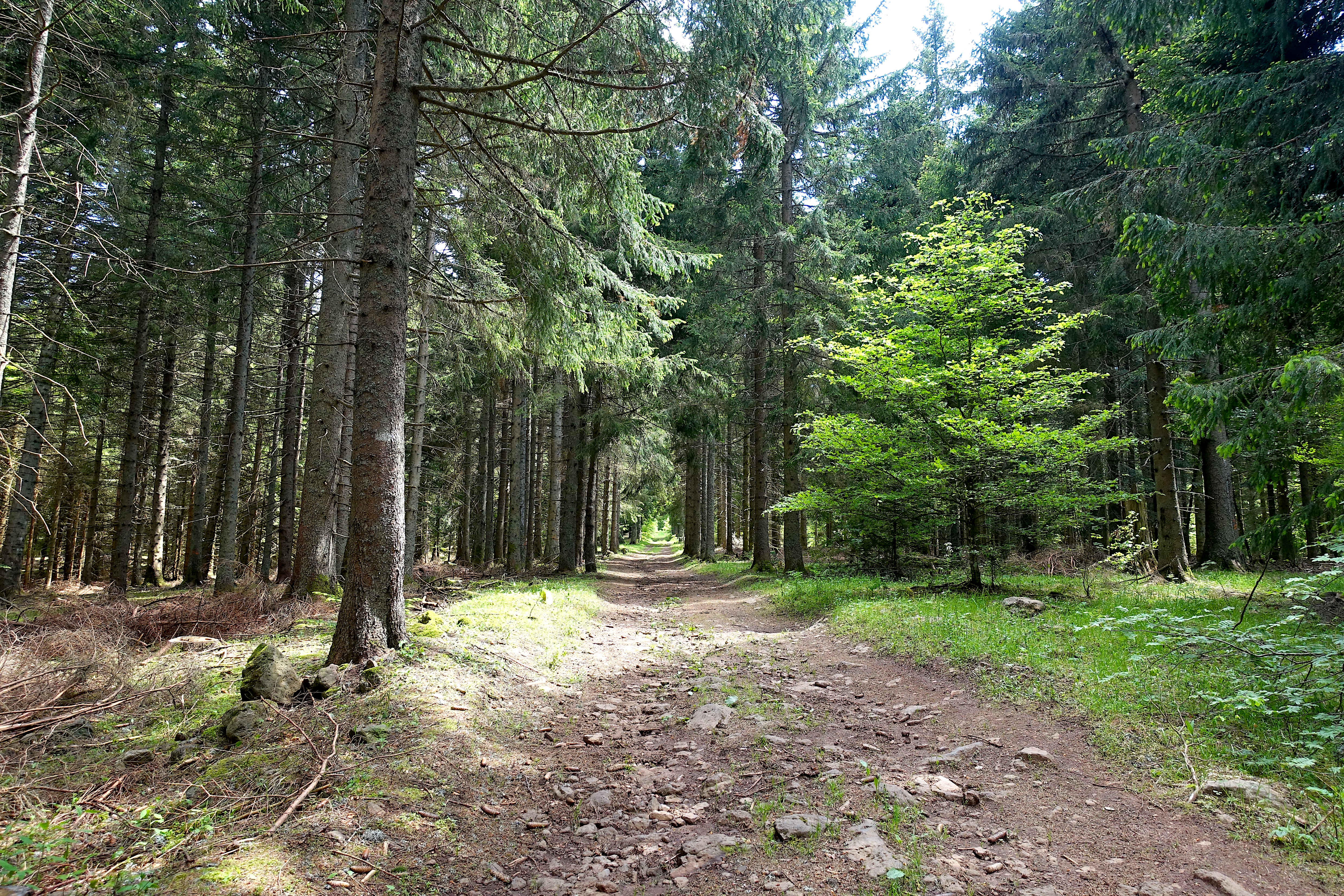
La Chabassole, forêt de Pradelles.

Le territoire de Pradelles est couvert par un large surface forestière. La forêt communale de Pradelles, constitue l’un de ses principaux éléments. Implantée aux lieudits Chanteperdrix et la Chabassolle, elle est familièrement désignée sous le vocable de « La Chabassole » et couvre plus de 150 hectares de part et d’autre de la RN102.
Jusqu'à sa plantation, ce terroir, appartenait à la communauté des habitants. Il était pour partie affecté au pâturage du troupeau commun, pour partie affermé à de particuliers à l’usage de cultures.
C’est un arrêté du Ministre des Finances en date du 27 mars 1851 qui soumet au régime forestier les premières parcelles. Les subventions du Fonds forestier national permettront de planter les derniers espaces, à l’ouest de la RN 102 à partir de 1952.
Initiées en pin de Haguenau et pin d’Autriche, ces plantations se sont réparties ensuite de façon assez égale en épicéa commun et sapin pectiné, mais, de façon naturelle, d’autres espèces (dont le hêtre et un peu d’érable sycomore) accompagnent les espèces originelles.
Parmi les espèces animales et végétales remarquables qui prospèrent dans ce milieu mature et diversifié, reconnu zone naturelle d'intérêt écologique, faunistique et floristique (ZNIEFF), les plus précieuses sont :
- La buxbaumie verte (buxbaumia viridis) une mousse rare au niveau mondial, protégée au niveau national et européen, qui investit les bois pourrissants.
- La pirole verdâtre, plante inscrite dans la liste rouge de la flore d’Auvergne et sa cousine la pyrole unilatérale.
- La chouette de Tengmalm (aegolius funereus), petit rapace nocturne des zones forestières froides qui nidifie dans les loges creusées par le pic noir dans le hêtre, espèce protégée inscrite à l’annexe I de la directive oiseaux de la Commission Européenne.

Plusieurs espèces de chauves-souris sont également présentes.

#### Patrimoine hydrique
Le territoire de Pradelles est parsemé d'un grand nombre de sources et de fontaines fraîches aux noms évocateurs Chénelette, Fontfreyde, fontaine au Melon.

#### Patrimoine biodiversité
- Faune
- Flore

### Gastronomie
La maôche est fabriquée à partir d'un estomac de porc farcie de divers légumes et de chair à saucisse.
C'est un plat adapté à cette région au climat hivernal rude. Il se mange de préférence en famille ou entre amis. La convivialité et les discussions sur la recette de la maôche alimentent les débats.
La commune organise chaque année une soirée Maôche dans la salle des festivités ou habitants, estivants et passants de tous types sont chaleureusement invités à participer.

### Personnalités liées à la commune
- Jean Baudouin, l'un des premiers membres de l'Académie française, est né à Pradelles en 1590. Lecteur de la reine Marguerite et pensionné sur le sceau par Séguier. Il fut le premier traducteur de la Jérusalem délivrée ; « son chef-d’œuvre est la traduction de Davila, mais il en a fait aussi plusieurs autres qui ne sont pas à mépriser... Dans tous ses ouvrages, son style est facile, naturel et français. » (Pellisson). Il fut admis à l’Académie avant le 13 mars 1634. Il mourut de faim et de froid en 1650 (bibliographie provenant de l'Académie Française).
- Jeanne La Verdette : c'est au portail de la Verdette que se déroula, le 10 mars 1588, le fait d'armes le plus connu et le plus légendaire de l'histoire de Pradelles. Au cœur des guerres de religion, une troupe protestante, tentant de s'emparer de la cité qui commandait le passage entre la vallée du Rhône et la ville du Puy-en-Velay, fut repoussée après un combat acharné au terme duquel le capitaine des assaillants eut son casque « encloté » par une pierre lancée par Jeanne La Verdette. Néanmoins, Jacques de Chambaud survécut et eut encore l'occasion de se distinguer au service d'Henri IV[52], avant de mourir de congestion en 1600[53].
- André Bruno de Frévol de Lacoste, général de brigade, tué au siège de Saragosse (Pradelles, 14 juin 1775 - Saragosse, 2 février 1809).
- Bouchareinc de Chaumeils de Lacoste de Louis Michel, né le 30 mai 1798 à Pradelles.
- Anne-Marie Rivier 1768-1838 Fondatrice des sœurs de la Présentation de Marie a bénéficié d'un miracle attribué à Notre Dame de Pradelles. Elle a été béatifiée par le pape Jean-Paul II le 23 mai 1982[54].
- Gui de Mortessagnes[55] (1714-1796), né à Pradelles, est un frère cadet de Jean-Baptiste Boutavin de Mortessagnes qui fut curé de Pradelles durant une quarantaine d'années. Jésuite, formé au noviciat de Toulouse, il enseigne à Montpellier et à Pamiers. Lors de l'éviction des jésuites de leurs Collèges, il se retire en 1765 à Montélimar où il résidera jusqu'à sa mort. En 1767, il prête le serment exigé d'allégeance au roi par-devant l'autorité royale représentée par le vice-sénéchal Barthélemy Faujas : celui-ci n'est pas encore le Faujas de Saint-Fond qui, en 1793, sera le premier occupant de la chaire de géologie créée au Museum d'Histoire naturelle, mais il s'intéresse déjà à la géologie. Gui de Mortessagnes fera partie du réseau qui entoure Faujas, alors au début de sa carrière scientifique. Sollicité par Faujas, Gui de Mortessagnes, lui adressera ses observations et réflexions sur les volcans du Vivarais et du Velay sous forme de Lettres. Six d'entre elles[56] figurent, de la page 369 à 416, dans l'ouvrage très connu de Faujas de Saint-Fond Recherches sur les volcans éteints du Vivarais et du Velay (1778). La précision de ses observations sur le terrain et la pertinence de sa réflexion, reconnues par des savants de l'époque comme de Gensanne et Giraud Soulavie, font de Gui de Mortessagnes un des pionniers de la volcanologie en France. Ses activités dans le domaine de la géologie se poursuivent au moins jusqu'en 1782.
- Joseph-François Rivière, homme politique né le 8 février 1744 à Pradelles (Haute-Loire) et décédé le 31 juillet 1824 à Mende (Lozère).
- L'écrivain écossais Robert Louis Stevenson traversa Pradelles lors de son périple à travers les Cévennes qu'il relate dans Voyage avec un âne dans les Cévennes (1879).
- Famille Belvezet
- Branche des Seigneurs de Rauret, du Trémoulet

### Héraldique
| Blason de Pradelles | Blason  | D'azur à trois demi-vols abaissés d'argent, ceux du chef affrontés. |
| Blason de Pradelles | Détails | Le statut officiel du blason reste à déterminer.                    |